# Ernst Ittameier
Ernst Ittameier (né le 26 mars 1893 à Wassertrüdingen et mort le 5 novembre 1948 à Landsberg am Lech) est un homme politique allemand (NSDAP).

## Biographie
Ernst Ittameier étudie à l'école primaire de Wassertrüdingen et au Progymnasium d'Oettingen de 1899 à 1903. Après une formation d'homme d'affaires, Ittameier travaille comme vendeur de farine au Gugelmühle près de Röckingen. Ittameier entre dans l'armée en 1913 et participe à la Première Guerre mondiale en tant qu'officier de 1914 à 1918. Après sa libération de l'armée en 1919, Ittameier travaille désormais comme commis de commerce. Son mariage a lieu en 1924.
Après la Première Guerre mondiale, Ittameier devient membre du corps franc Oberland (de) et de l'association militaire Reichsflagge, alors chef de groupe local et de district dans l'Oberland fédéral. En outre, il est initialement politiquement actif dans le DDP. 
Le 2. Novembre 1925, Ittameier rejoint le NSDAP (numéro de membre 21 575). Peu de temps après son adhésion, il devient chef de groupe local du NSDAP à Wassertrüdingen et en 1928 chef de district du district NSDAP de Wassertrüdingen. En 1929, il entre au conseil municipal. En mars 1932, il devient le premier maire de Wassertrüdingen. Ittermeier agit également en tant que chef de district NSDAP de Dinkelsbühl (1931-1945) et Feuchtwangen (1940-1945). À partir de septembre 1940, il travaille à plein temps pour le NSDAP. Dans la SA, il occupe le grade de leader standard SA à partir de mars 1933; en avril 1943, il est promu SA Oberführer.
Aux élections générales de mars 1933, Ittameier est candidat du parti nazi pour la 26e circonscription électorale (Franconie) au Reichstag, dont il est député jusqu'aux élections de novembre de la même année. Après une absence de huit mois du Reichstag désormais national-socialiste, Ittameier revient au Reichstag en juillet 1934 en tant que suppléant du député Georg von Detten, assassiné lors du putsch de Röhm, comme député de la 28e circonscription (Dresde-Bautzen), dont il sera député sans interruption jusqu'à la fin du régime nazi en mai 1945. En mars 1936, cependant, il échange son mandat pour la 28e circonscription contre un mandat pour la 26e circonscription (Franconie). L'événement parlementaire le plus important auquel Ittameier participe pendant son mandat de député est l'adoption de la loi d'habilitation (de), qu'il contribue à faire adopter, en mars 1933.

## Implication dans le meurtre aérien
Le 1er mars 1945, un pilote de bombardier américain qui  sauté en parachute de son avion endommagé au-dessus de Wassertrüdingen est arrêté immédiatement après son atterrissage et amené au maire Ittameier. Ce dernier interroge le prisonnier de guerre et entre-temps, selon des témoins, a fait la remarque suivante : «Regardez-le, il a des grands-parents à Brunswick et vole contre des femmes et des enfants allemands, pouah. «  Le prisonnier de guerre est détenu dans la prison de l'hôtel de ville après l'interrogatoire. Un transfert du prisonnier de guerre à la police a été refusé de la part d'Ittameier. Après des discussions avec trois responsables locaux, parmi lesquels des membres du Volkssturm, la direction du district et la Wehrmacht, il est décidé conjointement de "faire payer le prisonnier de guerre pour ses crimes". Toujours dans la nuit du 1er mars 1945, le prisonnier de guerre est emmené hors de la ville sur les ordres d'Ittameier, maltraité avec une bêche, et abattu peu après. Le corps est ensuite brûlé dans la forêt voisine. Le lendemain, Ittameier, qui n'est pas directement impliqué dans l'exécution du meurtre, exige que les auteurs fassent disparaître les traces du crime.
Ittameier est arrêté par l'armée américaine en 1945. Le 8 octobre 1947, Ittameier est accusé du meurtre du pilote Jack Mc Nider Bookman devant un tribunal militaire américain dans le cadre des procès de Dachau dans l'un des procès d'aviation avec quatre autres accusés. Ittameier est reconnu coupable du crime en tant qu'auteur principal, mais pas en tant que coupable, et est condamné à la mort par pendaison le 17 octobre 1947. Après confirmation de la sentence, Ittameier est exécuté à la prison de Landsberg pour crimes de guerre le 5 novembre 1948